# Jean-Baptiste Joseph Pater

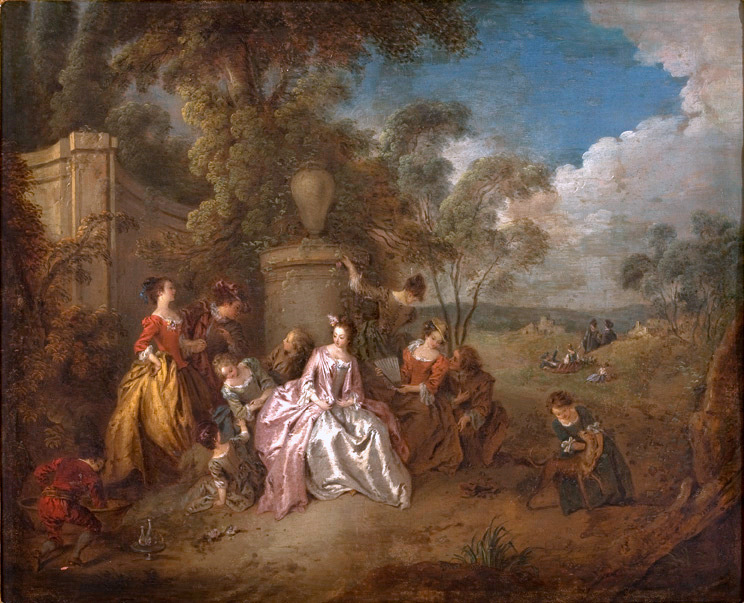
Riunione nel parco

Jean-Baptiste Joseph Pater (Valenciennes, 29 dicembre 1695 – Parigi, 25 luglio 1736) è stato un pittore francese.

## Biografia
I primi anni lavorò nella sua città natale, trasferendosi poi a Parigi, dove divenne allievo di Watteau, suo concittadino. L'influenza del maestro fu decisiva durante tutta la sua carriera, fino a divenirne, con Nicolas Lancret, il più dotato seguace ed emulatore. Come tale fu ambito dai collezionisti, quali Jean de Julienne, la contessa di Verrue e Federico il Grande, che ne possedeva circa 40 lavori. 
Nel 1728 divenne membro dell'Académie Royale. Dipinse incessantemente fino alla fine della vita.

## Stile
Come il suo maestro Wattaeu, Pater si specializzò nella realizzazione di soggetti galanti, di feste e di spettacoli teatrali, spesso ispirandosi direttamente alla vita di corte che osservava. A differenza del suo maestro egli prediligeva una tecnica pittorica più sfumata, fatta di virtuosismi esibiti, effetti atmosferici ideali e paesaggi delicati. Nei paesaggi soprattutto superò il maestro e i rivali, ponendosi come anticipatore di Boucher.